# Uzinele Sodice Govora
Uzinele Sodice Govora (USG) este cel mai mare producător de substanțe sodice din România.
Compania produce sodă calcinată ușoară, sodă grea monohidrat, silicat de sodiu solid, silicat de sodiu lichid, silicat lichid modul 1,6.
A fost înființată în 1955, iar în 1990 a fost înregistrată ca societate pe acțiuni. 
Compania este controlată de grupul polonez Ciech Chemical Group, cu o participație de 92,91% din capitalul social, iar Autoritatea pentru Valorificarea Activelor Statului (AVAS) deține 0,68% din acțiuni.
Acțiunile companiei sunt tranzacționate la categoria de bază a pieței Rasdaq, sub simbolul UZIM.
Pe data de 26 octombrie 2006, la sediul Autorității pentru Valorificarea Activelor Statului (AVAS), au fost semnate documentele prin care polonezii au preluat USG.
Până la acea dată, principalii acționari ai USG au fost CET Govora (49,84% din acțiuni) și frații Marius și Emil Cristescu, cei care dețineau, prin Bega Com, 40,44% din titlurile uzinei.

La 12 noiembrie 2024, Adunarea Generală a Acționarilor CIECH Soda Romania a aprobat vânzarea activelor aferente activității de producție a carbonatului de sodiu și a silicaților de sodiu de la Uzinele Sodice Govora către una sau mai multe societăți din grupul Aloref.

În anul 2007, exportul reprezenta peste 80% din producție și era orientat către piețe din 80 de țări.
Număr de angajați:
- 2012: 890[5]
- 1999: 2.000[5]

Cifra de afaceri:
- 2011: 176,3 milioane lei[3]
- 2010: 226,55 milioane lei[3]
- 2009: 183,8 milioane lei[3]
- 2005: 101 milioane lei[2]
- 2004: 121 milioane lei[2]

Venit net:
- 2005: -18 milioane de lei (pierdere)[2]
- 2004: -14,3 milioane lei (pierdere)[2]